# Phyrella
Genre
Phyrella est un genre d'holothuries (concombres de mer) de la famille des Phyllophoridae. Ce sont de petites espèces tropicales rares et discrètes. 

## Liste des espèces
Selon World Register of Marine Species (27 février 2015) :
- Phyrella ambigua (Cherbonnier, 1988)
- Phyrella bedoti (Koehler, 1895)
- Phyrella drozdovi (Levin & Stepanov, 1999)
- Phyrella fragilis (Mitsukuri & Ohshima in Ohshima, 1912)
- Phyrella mookiei Michonneau & Paulay, 2014
- Phyrella tenera (Ludwig, 1875)
- Phyrella thyonoides (H.L. Clark, 1938)
- Phyrella trapeza (H.L. Clark, 1932)

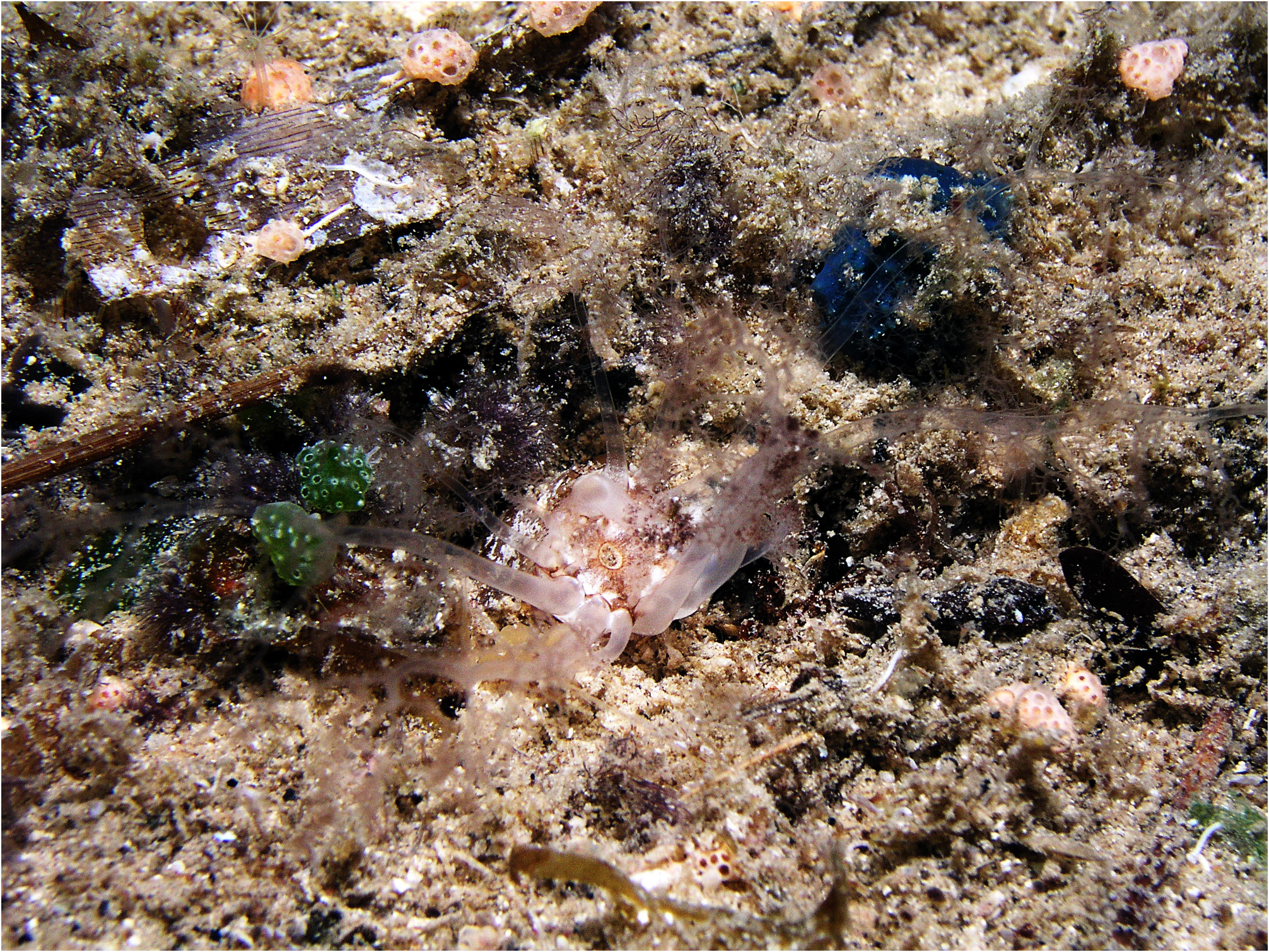
Tentacules de Phyrella mookiei in situ.

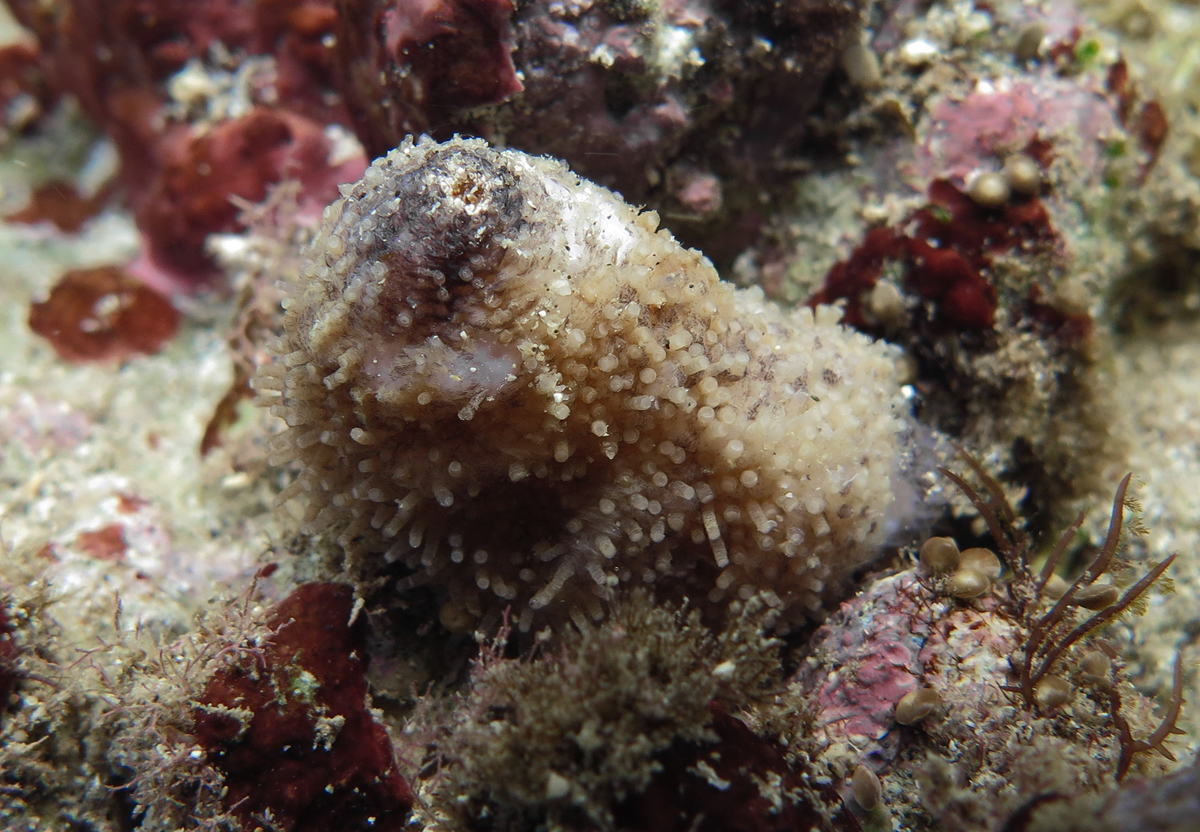
Phyrella ambigua à la Réunion
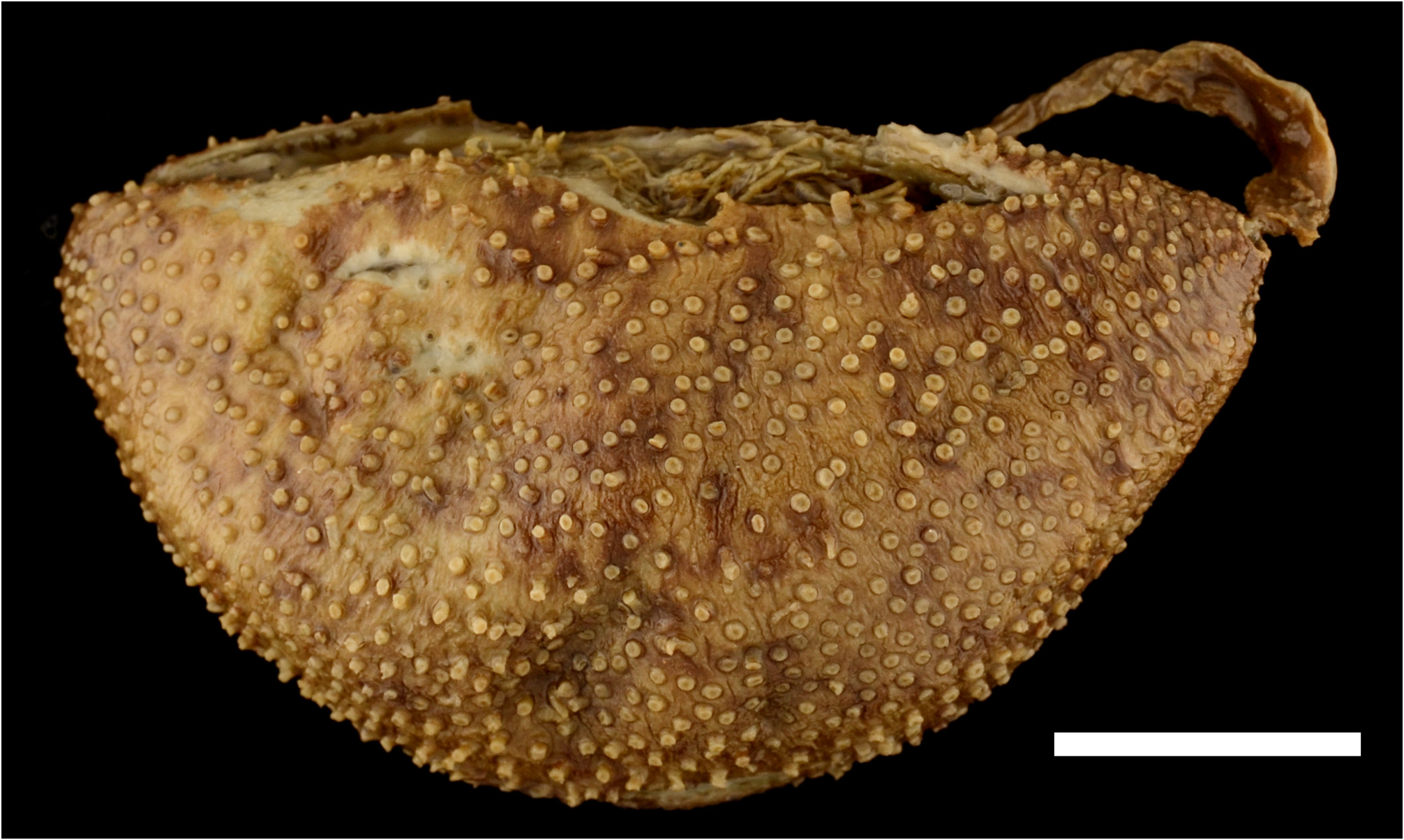
Phyrella bedoti
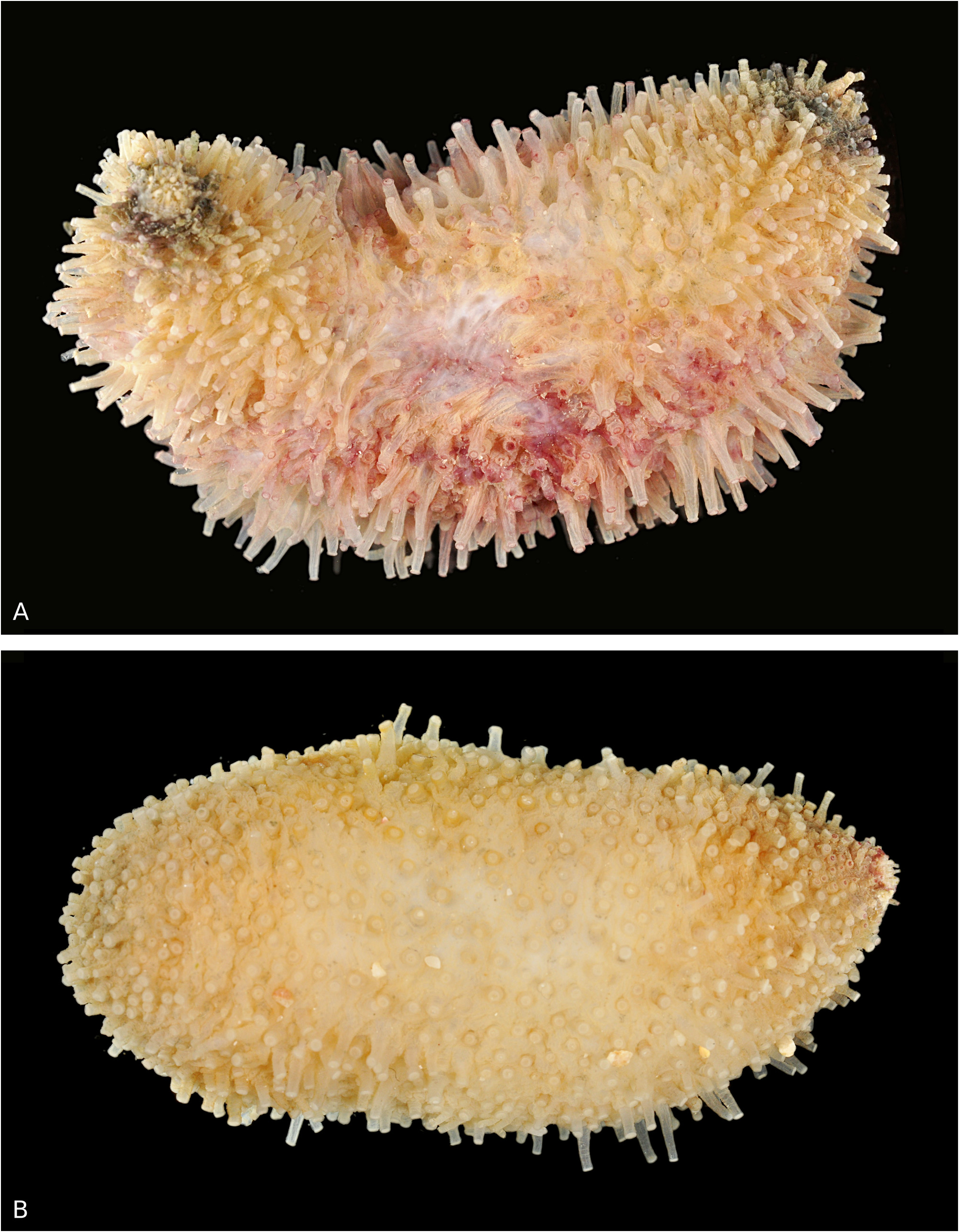
Phyrella fragilis
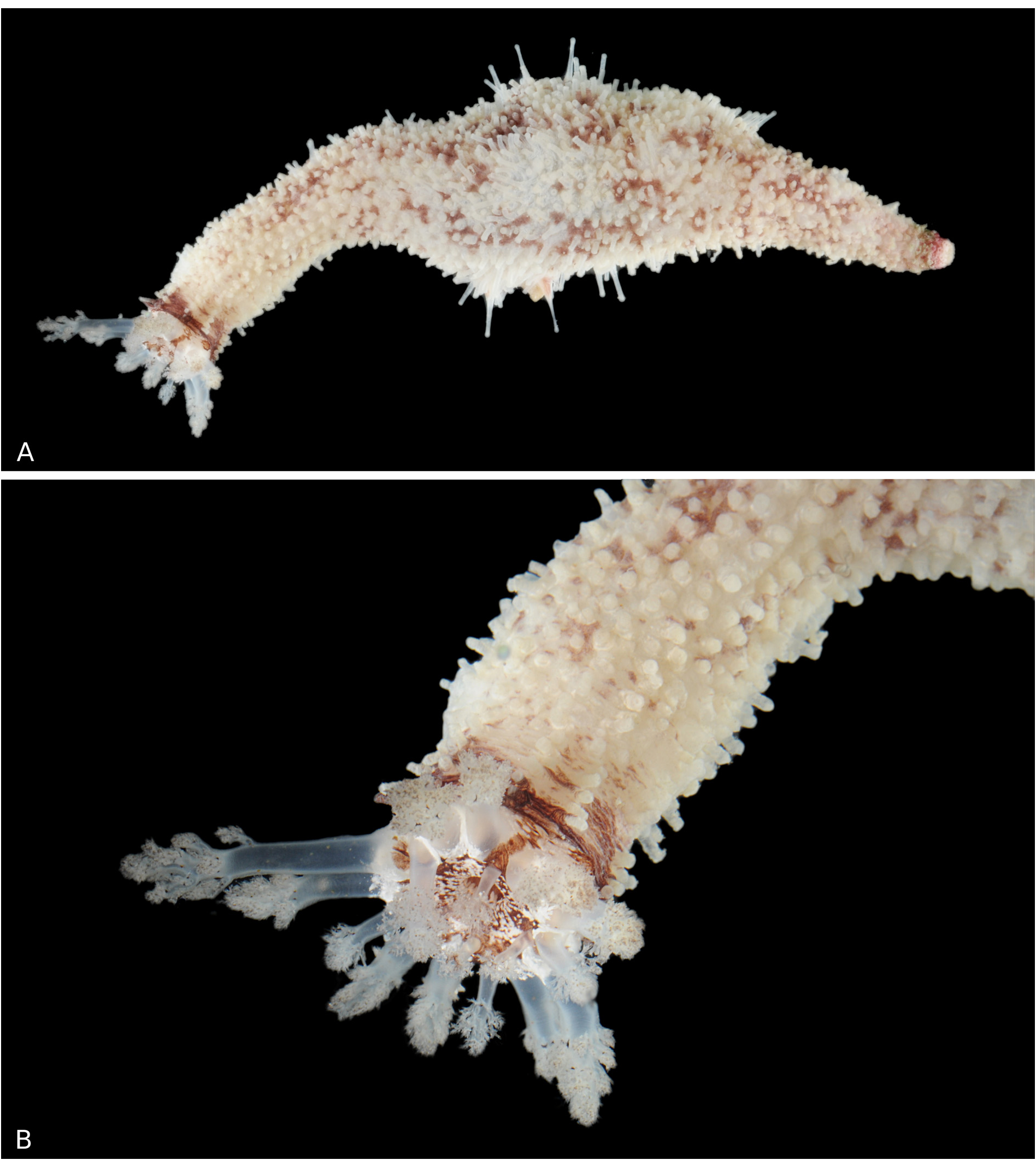
Phyrella mookiei
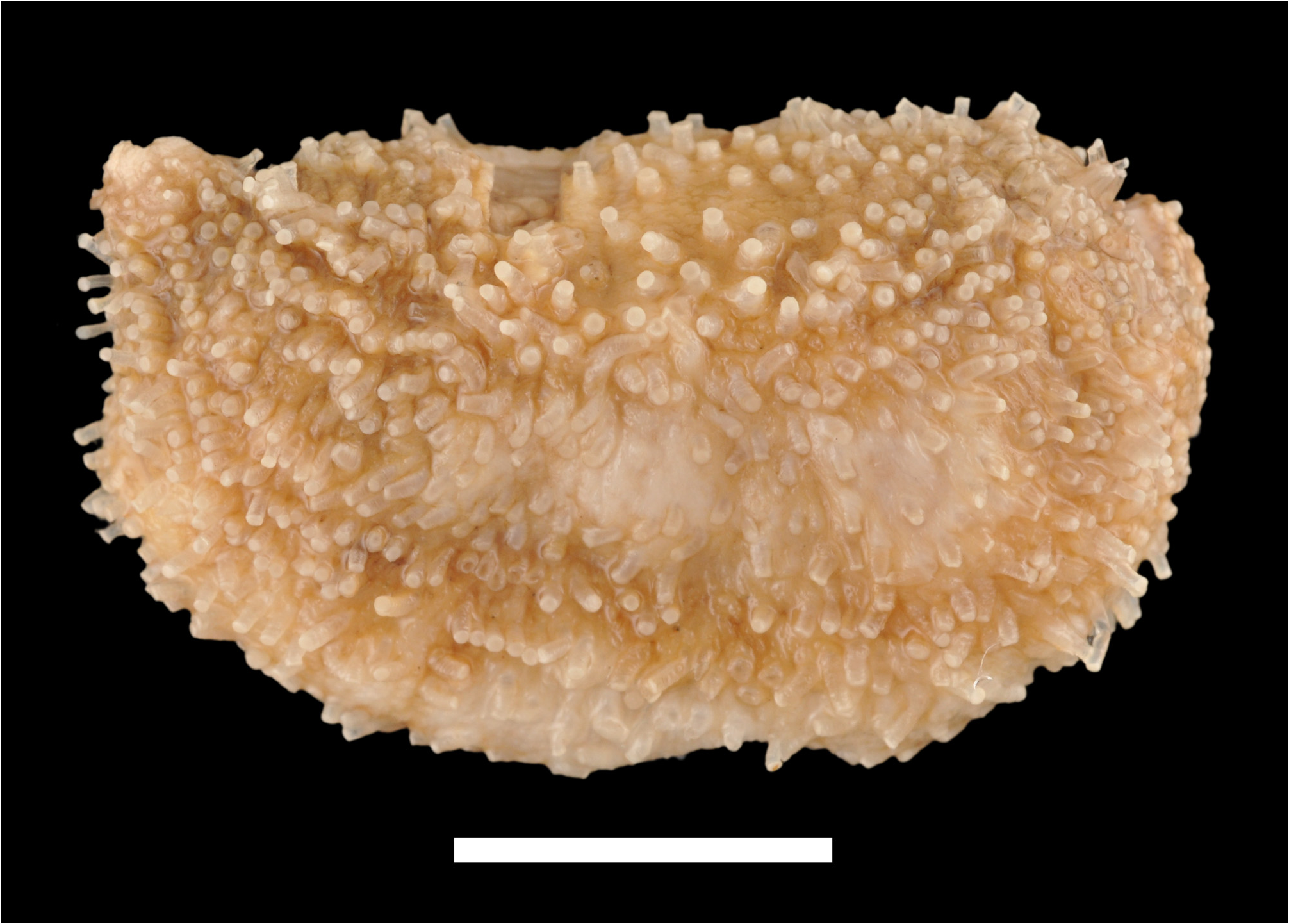
Phyrella tenera
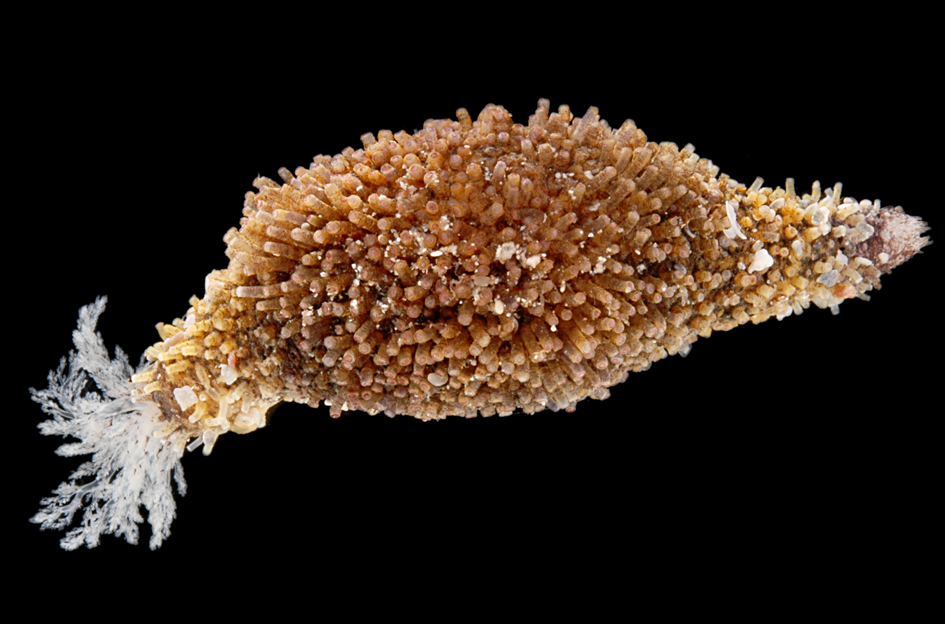
Phyrella cf. thyonoides
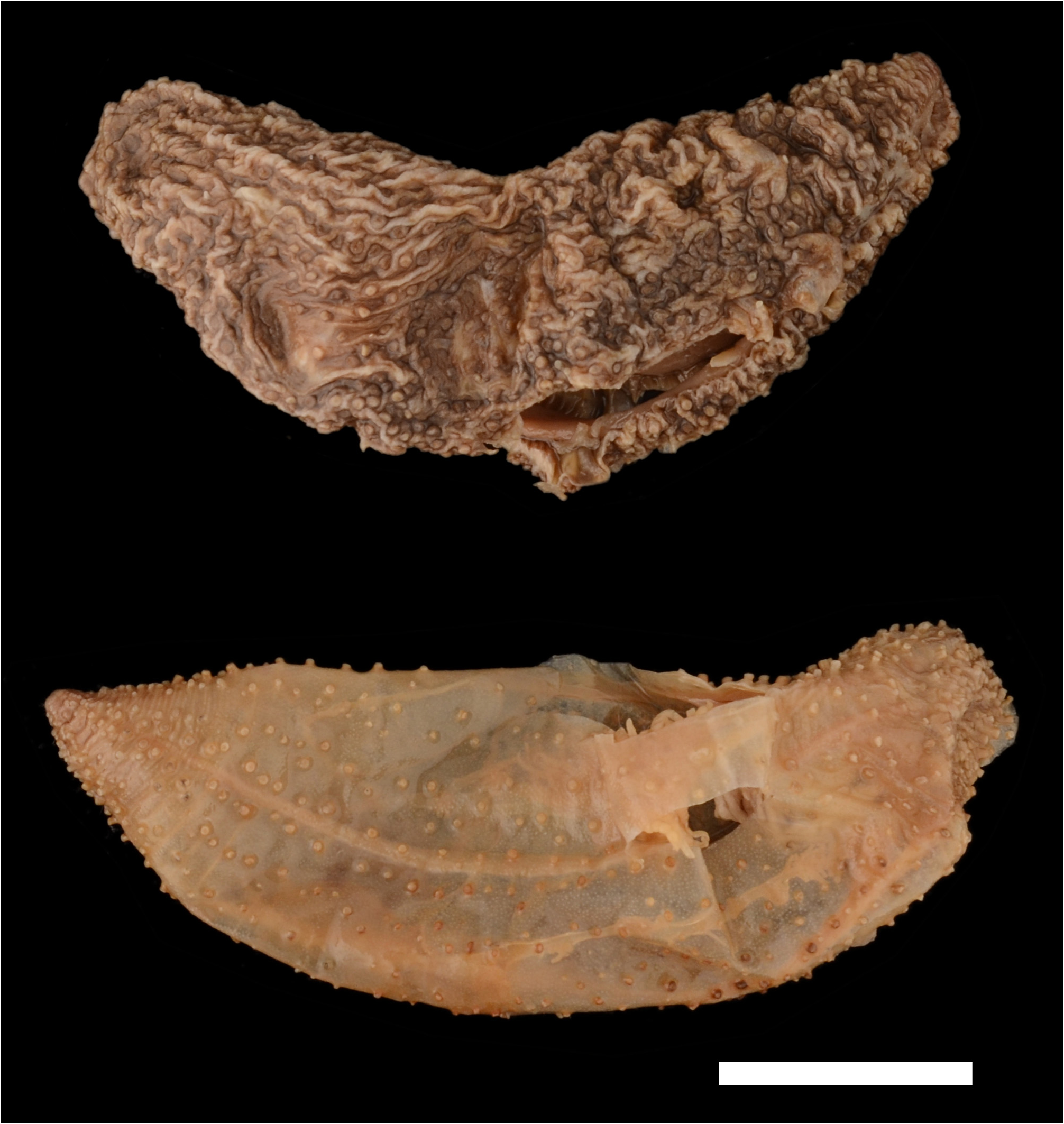
Phyrella trapeza